# Nam vương Quốc tế (Philippines)
Nam vương Quốc tế (tiếng Anh: Mister International) là cuộc thi sắc đẹp quốc tế thường niên dành cho nam giới do Alan Sim sáng lập năm 2006. Sau khi Sim qua đời vào ngày 12 tháng 10 năm 2022, tổ chức này đã chia tách, dẫn đến hai nhóm riêng biệt sử dụng danh hiệu Mister International. Cuộc thi Mister International Organization (MIO) hiện có trụ sở chính thức tại Philippines. Cùng với Mister World, Mister International là một trong những cuộc thi sắc đẹp dành cho nam giới lớn nhất toàn cầu, với nhiều cuộc thi cấp quốc gia được tổ chức trên toàn thế giới.
Đương kim Nam vương là Francisco Zafra đến từ Tây Ban Nha, đăng quang vào ngày 10 tháng 11 năm 2024, tại Toledo, Cebu, Philippines. Tiền nhiệm Mister International 2023 là Jose Calle, cũng đến từ Tây Ban Nha, đánh dấu chiến thắng liên tiếp cho đất nước của mình.

## Người giữ danh hiệu
| Lần thứ | Năm       | Ngày                                                          | Nam vương Quốc tế             | Á vương                       | Á vương                       | Á vương                     | Á vương                     | Nơi tổ chức         | Số thí sinh | T.k.                                               |
| Lần thứ | Năm       | Ngày                                                          | Nam vương Quốc tế             | 1                             | 2                             | 3                           | 4                           | Nơi tổ chức         | Số thí sinh | T.k.                                               |
| ------- | --------- | ------------------------------------------------------------- | ----------------------------- | ----------------------------- | ----------------------------- | --------------------------- | --------------------------- | ------------------- | ----------- | -------------------------------------------------- |
| 1–14    | 2006–2022 | Cuộc thi sắc đẹp thống nhất; Xem Nam vương Quốc tế (Thái Lan) |                               |                               |                               |                             |                             |                     |             |                                                    |
| 15      | 2023      | 20 tháng 10 năm 2023                                          | Jose Calle · Tây Ban Nha      | Austin Cabatana · Philippines | Tamichael Watson · Jamaica    | Angel Olaya · Argentina     | Abdul Rahman Lee · Malaysia | Baguio, Philippines | 26          | [ 2 ] [ 3 ] [ 4 ] [ 5 ]                            |
| 16      | 2024      | 10 tháng 11 năm 2024                                          | Francisco Zafra · Tây Ban Nha | Estefano Balarin · Perú       | Marvin Diamante · Philippines | Elias Silitonga · Indonesia | Zeng Xianyang · Trung Quốc  | Cebu, Philippines   | 25          | [ 1 ] [ 6 ] [ 7 ] [ 8 ] [ 9 ] [ 10 ] [ 11 ] [ 12 ] |
| 17      | 2025      | 15 tháng 11 năm 2025                                          |                               |                               |                               |                             |                             | Philippines         |             |                                                    |

### Quốc gia/vùng lãnh thổ theo số lần chiến thắng
| Quốc gia/vùng lãnh thổ | Số lần | Năm              |
| ---------------------- | ------ | ---------------- |
| Liban                  | 3      | 2006, 2012, 2016 |
| Brasil                 | 2      | 2007, 2011       |
| Việt Nam               | 2      | 2008, 2018       |
| Tây Ban Nha            | 2      | 2023, 2024       |
| Bolivia                | 1      | 2009             |
| Đại Anh                | 1      | 2010             |
| Singapore              | 1      | 2012             |
| Venezuela              | 1      | 2013             |
| Philippines            | 1      | 2014             |
| Thụy Sĩ                | 1      | 2015             |
| Hàn Quốc               | 1      | 2017             |
| Cộng hòa Dominica      | 1      | 2022             |

## Các lần tổ chức Nam vương Quốc tế

### 2025
Nam vương Quốc tế 2025 là cuộc thi Nam vương Quốc tế lần thứ 17 được tổ chức tại Manila, Philippines vào ngày 15 tháng 11 năm 2025.
Các thí sinh
| Quốc gia/vùng lãnh thổ | Thí sinh            |
| ---------------------- | ------------------- |
| Ấn Độ                  | Okram Nikhil Singh  |
| Brasil                 | Carlos Natividade   |
| Campuchia              | Chhorn Moni Rathana |
| Colombia               | Juan Diego Suárez   |
| Nepal                  | Shreejesh Joshi     |
| Perú                   | Julio Mejia         |
| Philippines            | Lloyd Garcia        |
| Puerto Rico            | Elvis Manuel Rivera |
| Tây Ban Nha            | Diego González      |
| Venezuela              | Alejandro Luttinger |

## Danh sách đại diện Việt Nam
Chú thích màu
- : Nam vương
- : Á vương
- : Top chung kết
- : Top bán chung kết
- : Được giải thưởng đặc biệt

| Năm  | Tên            | Quê quán | Thứ hạng       | Giải thưởng đặc biệt |
| ---- | -------------- | -------- | -------------- | -------------------- |
| 2023 | Phi Van Nguyen |          | Không đạt giải |                      |
| 2024 | Mai Hiếu Trung |          | Top 10         |                      |

## Mr. International đầu tiên
Cuộc thi Mr. International, do công ty thời trang Graviera có trụ sở tại Ấn Độ tổ chức, là cuộc thi sắc đẹp dành cho nam giới lần đầu tiên được tổ chức vào năm 1998 và được tổ chức hàng năm tại Ấn Độ cho đến năm 2003, cuộc thi được tổ chức tại Luân Đôn. Cuộc thi không được tổ chức kể từ đó và được thay thế de facto bởi Mister International.

### Danh hiệu
| Lần thứ | Năm  | Ngày                 | Mister International            | Á vương                                  | Á vương                         | Nơi tổ chức      | Số thí sinh | T.k.                        |
| Lần thứ | Năm  | Ngày                 | Mister International            | 1                                        | 2                               | Nơi tổ chức      | Số thí sinh | T.k.                        |
| ------- | ---- | -------------------- | ------------------------------- | ---------------------------------------- | ------------------------------- | ---------------- | ----------- | --------------------------- |
| 1       | 1998 | 31 tháng 10 năm 1998 | Mario Carballo · Costa Rica     | Hasan Yalnizoglu · Thổ Nhĩ Kỳ            | Tamme Boh Tjarks · Đức          | Jaipur, Ấn Độ    | 23          | [ 14 ]                      |
| 2       | 1999 | 30 tháng 10 năm 1999 | Nadir Nery Djiukich · Venezuela | James Ghoril · Liban                     | Abhijit Sanyal · Ấn Độ          | New Delhi, Ấn Độ | 24          | [ 15 ]                      |
| 3       | 2000 | 13 tháng 10 năm 2000 | Aryan Vaid · Ấn Độ              | Jorge Pascual · México                   | Xu Chong · Trung Quốc           | Jodhpur, Ấn Độ   | 25          | [ 16 ]                      |
| 4       | 2001 | 15 tháng 12 năm 2001 | Alexander Aquino · Philippines  | Anibal Martignani Pérez · Venezuela      | Leroy Vissers · Hà Lan          | Udaipur, Ấn Độ   | 36          | [ 17 ] [ 18 ] [ 19 ] [ 20 ] |
| 5       | 2002 | 26 tháng 10 năm 2002 | Raghu Mukherjee · Ấn Độ         | Julio César Cabrera Mendieta · Venezuela | Odysseus Karouis · Hy Lạp       | New Delhi, Ấn Độ | 26          | [ 21 ] [ 22 ] [ 23 ]        |
| 6       | 2003 | 24 tháng 8 năm 2003  | William Kelly · Sharjah, UAE    | Rajneesh Duggal · Ấn Độ                  | Shaun Paul Cuthbert · Singapore | Luân Đôn, Anh    | 32          | [ 24 ]                      |

- Ghi chú: Trong phiên bản năm 2003, ba thí sinh đến từ Các Tiểu vương quốc Ả Rập Thống nhất, bao gồm Abu Dhabi, Dubai và Sharjah. William Kelly đại diện cho Sharjah và sau đó giành được danh hiệu.

### Bảng xếp hạng
| Quốc gia/vùng lãnh thổ | Danh hiệu | Năm        |
| ---------------------- | --------- | ---------- |
| Ấn Độ                  | 2         | 2000, 2002 |
| UAE                    | 1         | 2003       |
| Philippines            | 1         | 2001       |
| Venezuela              | 1         | 1999       |
| Costa Rica             | 1         | 1998       |

| Lục địa | Danh hiệu | Năm                    |
| ------- | --------- | ---------------------- |
| Châu Á  | 4         | 2000, 2001, 2002, 2003 |
| Châu Mỹ | 2         | 1998, 1999             |

Bản đồ các quốc gia/vùng lãnh thổ theo số người đăng quang

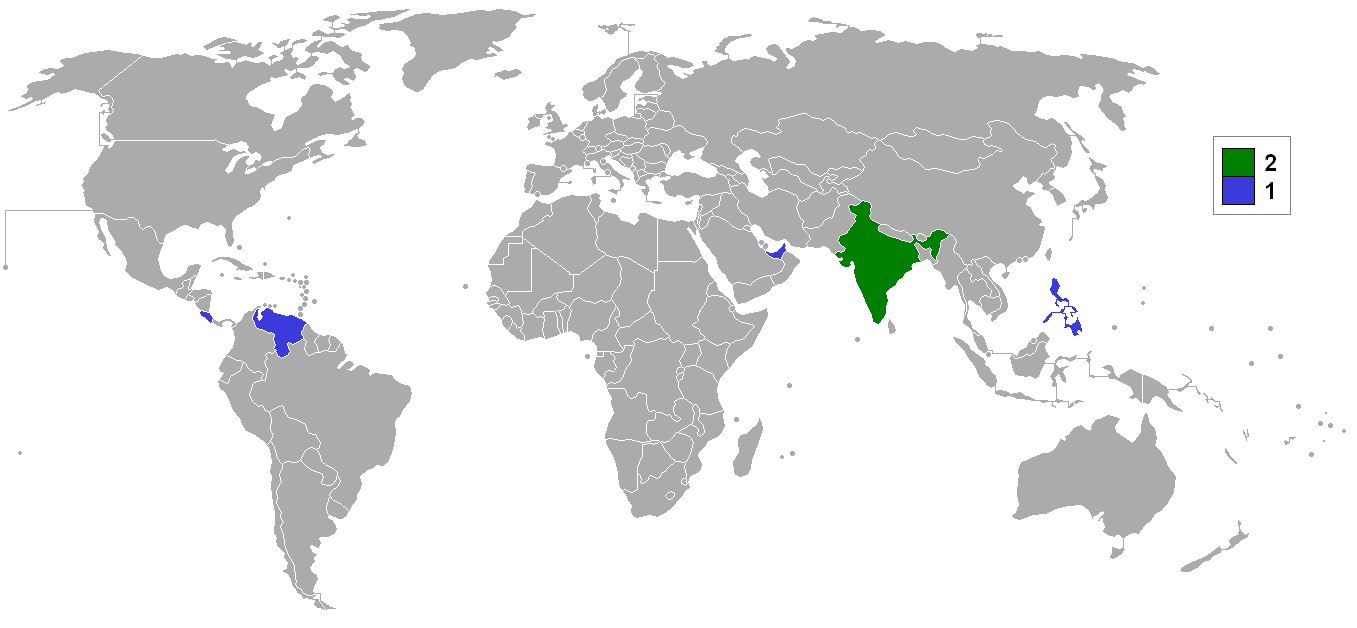
Bản đồ các quốc gia và vùng lãnh thổ giành giải thưởng Mr. International.

- Ghi chú: Người chiến thắng của Phiên bản năm 2003, William Kelly, đại diện cho Sharjah, một trong những tiểu vương quốc của UAE. Vương miện sẽ chỉ được tính cho Các Tiểu vương quốc Ả Rập Thống nhất chứ không phải cho Sharjah vì đây không phải là một quốc gia. Bảng cho thấy vương miện do William Kelly của Sharjah giành được sẽ được tính cho UAE.[25]